# Reial d'or de Mallorca

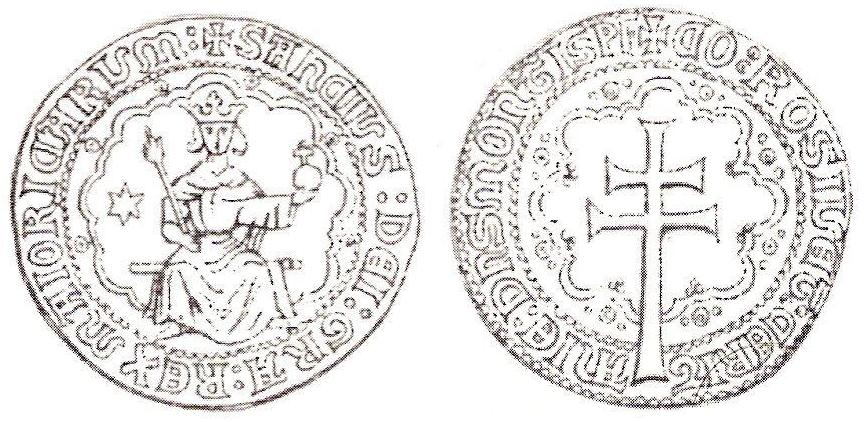
Reial d'or de Mallorca del Rei Sanç

El Reial d'or de Mallorca fou una moneda medieval d'or creada per Jaume II de Mallorca l'any 1310 amb una llei de 23 quirats i una talla de 60 peces per marc, cosa que suposa un pes teòric de 3,83 gr. La seva encunyació continuà durant els regnats de Sanç de Mallorca, Jaume III i Pere el Cerimoniós, el qual també encunyà mitjos i quarts, creats el 1343, i vuitens, el 1379, del reial d'or. A partir del regnat de Joan el Caçador (1387) el reial d'or fou substituït, de fet però no de dret, pel florí d'Aragó.
Hi ha constància que el 1424 durant el regnat d'Alfons el Magnànim, i coincidint amb l'experiència del timbre a València, es va fer un assaig de recuperar-lo i se'n degueren batre en petites quantitats, ja que així ho atesten alguns documents coetanis de pagaments amb aquesta moneda, però cap peça ens ha pervingut i no es coneixen les seves característiques materials. Cal suposar que l'aspecte seria semblant a les originals però amb una devaluació important per la reducció a 20 quirats i increment a 64 peces per marc (-18,45% de valor intrínsec), tal com s'havia establert en una reial cèdula datada a Gaieta en 20 d'agost de 1422.
El 1482, en un decret emès pel lloctinent general Enric d'Aragó, en el marc d'un conflicte de valoració dels ducats estrangers que és la nova moneda forta d'Europa, s'esmenta que el mestre de la seca Pere Descatllar l'informa que "...en la dita Secha han acustumat batre e baten dues monedes d'or, ço es florins e reyals,...", del qual es dedueix que en aquell moment, i seguint una pràctica habitual, s'emeten ambdues monedes i de les quals tampoc no n'ha arribat cap exemplar a l'actualitat, ni es coneixen les seves característiques.
El seu valor de canvi amb l'argent varià al llarg del temps, el 1327 en valorava en 23 sous i 6 diners (31 reials d'argent = 466 diners), mentre que en els anys 1343, 1379, 1385, 1390 i 1482, ho era en 20 sous (16,5 reials d'argent = 400 diners)
Actualment són relativament freqüents alguns tipus de les peces encunyades pel Cerimoniós, mentre que les que ho foren pels reis de la casa de Mallorca són extremadament rares i, com ja s'ha dit, no es coneix cap exemplar de les possibles emissions del Magnànim ni de Ferran el Catòlic.

## Iconografia i llegendes

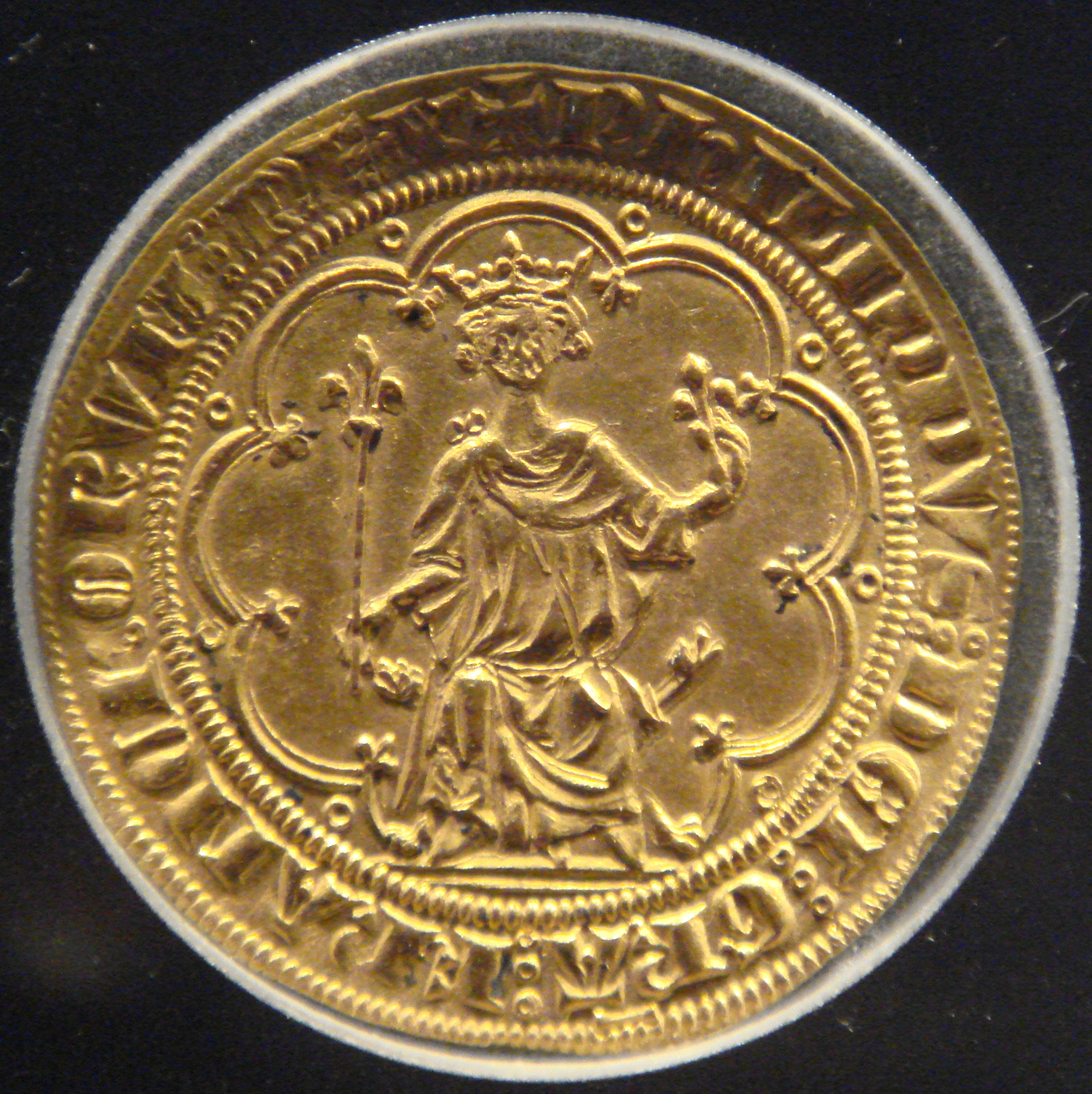
Masse d'or de Felip el bell, model que inspirà el reial mallorquí

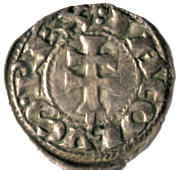
Diner d'Aragó de Jaume I amb la creu patriarcal, possible antecedent del revers mallorquí

Es tracta d'una moneda de gran bellesa amb una encunyació molt acurada i una mostra elevada de l'art gòtic del moment, destacant la sensació de tridimensionalitat que la moneda transmet.
El seu anvers representa al rei coronat de front sedent en tron, vestit amb túnica cenyida per un cinturó i mantell travat amb fíbula, subjectant amb la mà dreta un ceptre, lleugerament inclinat cap a la seva banda, i amb l'esquerra estesa el globus crucífer, tot dins una orla lobulada decorada, superada a baix pels peus del monarca; a la dreta del rei signe parlant relatiu a l'emissió o als seus responsables; llegenda a l'exerg entre cercles de punts.
| « | En una part de aquel diner d'aur es entretayada la image nostre reyal seent en la cadira, ab corona al cap e tenent en la ma dreta emperi e en la sinestra pom ab senyal de la honrada creu sobreposat. E en torn de la dita part ha aquest títol Jacobus Dei gratia Rex Majoricarum. | » |
| — Descripció de l'anvers a la Reial cèdula de 7 de calendes de maig de 1310 de creació del reial d'or de Mallorca, versió catalana del Llibre de Privilegis de la casa de Moneda (Numismática Balear, pàg. 277) | |   |

Al revers s'hi representa la creu patriarcal lleugerament patada, amb el peu arribant quasi al caire, superant l'orla, similar a la de l'anvers però més marcada, i dividint la llegenda, la qual així mateix està entre sengles cercles de punts.
| « | E en dita part de aquel diner es format lo senyal de la sancta creu, en esta manera [dibuix de la creu patriarcal] e en torn de la dita part se ligen aquestes letres Comes Rossilionis et Ceritanie et dns. Montispessulani e el braç de la creu de la part de vayl s'estén tro al derrer cercla de la dita moneda... | » |
| — Descripció del revers a la Reial cèdula de 7 de calendes de maig de 1310 de creació del reial d'or de Mallorca, versió catalana del Llibre de Privilegis de la casa de Moneda (Numismática Balear, pàg. 277) | |   |

El seu anvers copiava amb fidelitat la moneda denominada “Masse d'or”, encunyada per Felip el Bell de França a partir de 1296, que refinava la representació del monarca assegut al tron d'altres peces anteriors del mateix rei i que comptava amb el precedent numismàtic dels agostars sicilians de Carles I d'Anjou i en diversos segells reials; mentre que el revers era similar al reial d'argent mallorquí amb creu patriarcal, usada en les monedes aragoneses, en lloc de creu llatina.
Sense modificar l'essencia del tipus, en les emissions posteriors es produeixen variacions ressenyables, que inclouen entre d'altres, major filigrana a les orles que poden arribar a ser dobles, caps d'animal als laterals del tron o signes parlants als extrems de la creu. Les diferències també són notables en la llegenda.
Mentre que la dels reis mallorquins és:
a/ [IACOBUS]/[SANCIUS] DEI GRA REX MAIORICARUM
r/ CO ROSIL ET CERITANIE DNS MONTISP
les de Pere el Cerimoniós consta de dos tipus bàsics:
a/ PETRUS DEI GRACIA REX
r/ ARAGONUM ET MAIORICARUM
i
a/ PETRUS DEI GRACIA ARAGONUM
r/ ET MAIORICARUM REX

### Els Reials d'or de Jaume II i de Jaume III
Des de sempre ha estat un trencaclosques l'atribució del numerari mallorquí a nom de Iacobus (Jaume), a Jaume II o a Jaume III, a la qual s'hi afegeix la complicació de l'escassetat d'exemplars conservats en el cas dels reials d'or.
Les monedes conegudes es distingeixen sobretot per les marques monetàries gravades a l'anvers, a la dreta del rei, i al revers, sobre la creu.
Els tres exemplars coneguts a nom de Iacobus tenen els següents signes:
1. a/ estrella; r/ sense marca
2. a/ rosa; r/ rosa
3. a/ estrella corregida a rosa; r/ fulla cruciforme

Dels exemplars estrella/sense marca n'hi ha a nom de Jaume i de Sanç, mentre que dels tipus rosa/rosa n'hi ha a nom de Sanç, de Jaume i de Pere, segons Miquel Crusafont, la primera sèrie de noms suggereix una cronologia més arcaica que la segona i, per tant, el primer s'hauria d'atribuir a Jaume II i els segon a Jaume III. El fet que Sanç, entremig cronològicament dels dos Jaume, n'encunyas dels dos models, n'evitaria els dubtes d'atribució. Malgrat això, Crusafont no descarta que el reial rosa/rosa a nom de Sanç, fos una emissió de tempteig de Pere el Cerimoniós al principi de l'ocupació de l'illa, cosa que si fos certa, obligaria a reconsiderar el grau de certesa en l'atribució; com a base d'aquesta possibilitat addueix que l'únic exemplar conegut d'aquesta peça de Sanç, porta caps d'animal als extrems del tron, cosa que només es tornarà a repetir amb les peces de Pere.
Finalment sobre el tercer tipus, el mateix autor planteja dues hipòtesis, encara que ambdues suposin l'atribució a Jaume III: 
La primera, que es tracti d'un reaprofitament i correcció dels encunys de Jaume II, no gaire usats, ja que aquest només pogué batre or durant un any abans de morir, afegint un distintiu diferencial al revers. Aquesta hipòtesi situaria aquesta emissió al principi del regnat
La segona, que es tracti d'una peça d'un dels dos tallers monetaris que encunyaven fraudulentament a Perpinyà per Jaume III en els moments previs a l'annexió de la Corona de Mallorca per part del Cerimoniós. Així ho suggereixen el testimonis que parlen de la marca estrella pels florins i de la creu pels escuts d'aquestes emissions. Per tant, se situaria a l'etapa final del regnat i en les terres continentals de les seves possessions.

## Importància històrica
El reial auri mallorquí fou la primera moneda d'or de tipus occidental encunyada en els estats patrimonials dels sobirans del casal de Barcelona precedint en 36 anys les encunyacions dels florins que iniciaria Pere el Cerimoniós el 1346 a Perpinyà.